# Морозково (хутір)
Моро́зково (рос. Морозково) — хутір у складі Сєровського міського округу Свердловської області.
Населення — 10 осіб (2010, 6 у 2002).
Національний склад населення станом на 2002 рік: росіяни — 100 %.
До 1 жовтня 2017 року хутір мав статус селища.